# Анелия Каранова
Анелия Каранова е българска журналистка, телевизионен водещ на предаването „Какафония“ по БНТ.
Започва кариерата си на ТВ водеща още като тийнейджър в предаването „Час по всичко“, излъчвано на живо всяка неделя следобед по БНТ. Популярността за Анелия идва като автор и водещ на шоу програмата „Какафония“, излъчвана всяка събота вечер по БНТ и превърнала се в едно от най-рейтинговите предавания за всички времена.
При нея са гостували знаменитости като Брайън Мей., Пласидо Доминго, Диего Марадона, Жерар Депардийо, Хулио Иглесиас , Бьорн Борг, Рафаел Надал 